# Єньовче
Є́ньовче (болг. Еньовче) — село в Кирджалійській області Болгарії. Входить до складу общини Ардино.

## Населення
За даними перепису населення 2011 року у селі проживали 155 осіб, з них 145 осіб (98,6%) — болгари.
Розподіл населення за віком у 2011 році:
Динаміка населення: